# Визни режим за држављане Србије
Визни режим за држављане Србије односи се на административна правила за улазак на њихову територију који постављају суверене државе и територије према држављанима Републике Србије. У 2025. години држављани Србије без унапред прибављене визе могу путовати у 138 државa што пасош Србије рангира на 35. место у свету. У периоду од 2006. до 2016. пасош Србије је био један од пет пасоша са најбржим напретком на овом списку. Од маја 2019. носиоци пасоша Србије су уз држављане БиХ, Брунеја, Гренаде, Маурицијуса, Сејшела и УАЕ једини којима није потребна виза за улазак у Кину, Русију и Шенгенску зону.

## Историјат
Пре увођења биометријских пасоша 2008. године држављани Србије су још увек користили пасош Савезне Републике Југославије. Пасош СРЈ пружао је могућност путовања без визе у само 19 држава. Тада виза држављанима Србије није била потребна само за Андору, Аргентину, Белорусију, Боцвану, БиХ, Бугарску, Египат, Замбију, Кубу, Македонију, Малдиве, Нигер, Сан Марино, Сејшеле, Тунис, Турску, Чиле, Хрватску и Шри Ланку.
У периоду од увођења новог биометријског пасоша држављанима Србије су визе укинуле између осталих следеће државе: 2009 — Русија, Израел, државе потписнице Шенгенског споразума; 2010 — Турска; 2011 — Казахстан, Украјина, Јапан, Албанија; 2013 — Бразил; 2014 — Монголија; 2015 — Молдавија; 2016 — Индонезија; 2017 — Кина; 2018 — Колумбија, Киргистан, Катар, Суринам; 2019 — Уједињени Арапски Емирати, Барбадос. У истом периоду уведене су олакшице попут прибављања визе на аеродрому по доласку или електронским путем за Кувајт, Оман, Иран, Мјанмар, Индија, Вијетнам, Пакистан, Етиопија, Таџикистан, Азербејџан.
Влада Србије отпочела је преговоре о олакшавању визног режима са Аустралијом, Канадом, Новим Зеландом, Јерменијом, Азербејџаном, Парагвајем, Мексиком, Вијетнамом и другим државама.
Велика Британија одбила је да разматра олакшавање визног режима за држављане Србије.
| Држава                      | Обични пасоши                      | Напомене                                                                                       | Реципроцитет |   |
| --------------------------- | ---------------------------------- | ---------------------------------------------------------------------------------------------- | ------------ | - |
| Авганистан                  | Виза потребна                      | [ 8 ]                                                                                          | √            |   |
| Азербејџан                  | Виза није потребна                 | 90 дана.                                                                                       | √            |   |
| Албанија                    | Виза није потребна                 | 90 дана. За улазак је довољна је биометријска лична карта.                                     | √            |   |
| Алжир                       | Виза потребна                      | [ 11 ]                                                                                         | √            |   |
| Андора                      | Виза није потребна                 | 90 дана.                                                                                       | √            |   |
| Ангола                      | Виза потребна                      |                                                                                                | √            |   |
| Антигва и Барбуда           | Виза потребна                      | [ 14 ]                                                                                         | X            |   |
| Аргентина                   | Виза није потребна                 | 90 дана.                                                                                       | √            |   |
| Аустралија                  | Виза потребна                      | Визу је могуће затражити електронским путем.                                                   | X            |   |
| Аустрија                    | Виза није потребна                 | 90 дана.                                                                                       | √            |   |
| Бангладеш                   | Виза потребна                      | [ 18 ]                                                                                         | X            |   |
| Барбадос                    | Виза није потребна                 | 90 дана.                                                                                       | √            |   |
| Бахами                      | Виза потребна                      | Виза није потребна за особе са сталним боравком у САД или Канади.                              | X            |   |
| Бахреин                     | Виза потребна                      | [ 22 ]                                                                                         | √            |   |
| Белгија                     | Виза није потребна                 | 90 дана.                                                                                       | √            |   |
| Белизе                      | Виза потребна                      | [ 24 ]                                                                                         | √            |   |
| Белорусија                  | Виза није потребна                 | 30 дана.                                                                                       | √            |   |
| Бенин                       | Виза потребна                      | [ 26 ]                                                                                         | X            |   |
| Боливија                    | Виза потребна                      | [ 27 ]                                                                                         | X            |   |
| Босна и Херцеговина         | Виза није потребна                 | 90 дана; Лична карта као важећи путни документ.                                                | √            |   |
| Боцвана                     | Виза потребна                      | [ 29 ]                                                                                         | √            |   |
| Бразил                      | Виза није потребна                 | 90 дана.                                                                                       | √            |   |
| Брунеј                      | Виза потребна                      | [ 31 ]                                                                                         | √            |   |
| Бугарска                    | Виза није потребна                 | 90 дана.                                                                                       | √            |   |
| Буркина Фасо                | Виза потребна                      | [ 33 ]                                                                                         | √            |   |
| Бурунди                     | Виза потребна                      | [ 34 ]                                                                                         | X            |   |
| Бутан                       | Виза потребна                      | Посета могућа искључиво кроз туристичке агенције у Бутану.                                     | √            |   |
| Вануату                     | Виза није потребна                 | 30 дана                                                                                        | X            |   |
| Ватикан                     | Виза није потребна                 |                                                                                                | √            |   |
| Велика Британија            | Виза потребна                      | Потребна је виза и за транзит.                                                                 | X            |   |
| Венецуела                   | Виза потребна                      |                                                                                                | √            |   |
| Вијетнам                    | Електронска виза                   | 30 дана                                                                                        | X            |   |
| Габон                       | Електронска виза                   | Унапред добијена виза може да се подигне на граници.                                           | √            |   |
| Гамбија                     | Виза није потребна                 | 90 дана                                                                                        | X            |   |
| Гана                        | Виза потребна                      | Унапред добијена виза може да се подигне на граници.                                           | √            |   |
| Гвајана                     | Виза потребна                      |                                                                                                | √            |   |
| Гватемала                   | Виза није потребна                 | Виза није потребна за носиоце виза издатих од стране Канаде, САД или државе чланице Шенгена.   | √            |   |
| Гвинеја                     | Виза потребна                      |                                                                                                | √            |   |
| Гвинеја Бисао               | Виза на граници                    | 90 дана                                                                                        | X            |   |
| Гренада                     | Виза на граници                    | 3 месеца                                                                                       | X            |   |
| Грузија                     | Виза није потребна                 | 360 дана                                                                                       | X            |   |
| Грчка                       | Виза није потребна                 | 90 дана на 180 дана                                                                            | √            |   |
| Данска                      | Виза није потребна                 | 90 дана на 180 дана                                                                            | √            |   |
| Доминика                    | Виза није потребна                 | 21 дана                                                                                        | X            |   |
| Доминиканска Република      | Виза није потребна                 | 90 дана (неопходно је купити туристичку картицу која важи 30 дана по доласку)                  | X            |   |
| Египат                      | Виза на граници                    | 30 дана                                                                                        | X            |   |
| Еквадор                     | Виза није потребна                 | 90 дана                                                                                        | X            |   |
| Екваторијална Гвинеја       | Виза потребна                      |                                                                                                | √            |   |
| Ел Салвадор                 | Виза потребна                      | Виза није потребна за носиоце виза Канаде, САД или државе чланице Шенгена.                     | √            |   |
| Еритреја                    | Виза потребна                      | Унапред добијена виза може да се подигне на граници.                                           | √            |   |
| Есватини                    | Виза није потребна                 | 30 дана                                                                                        | X            |   |
| Естонија                    | Виза није потребна                 | 90 дана на 180 дана                                                                            | √            |   |
| Етиопија                    | Електронска виза                   | 30 дана                                                                                        | X            |   |
| Замбија                     | Виза није потребна                 | 90 дана                                                                                        | X            |   |
| Зеленортска Острва          | Виза на граници                    |                                                                                                | X            |   |
| Зимбабве                    | Виза на граници                    |                                                                                                | √            |   |
| Израел                      | Виза није потребна                 | 3 месеца                                                                                       | √            |   |
| Индија                      | Електронска виза                   |                                                                                                | X            |   |
| Индонезија                  | Виза није потребна                 | 30 дана</ref>                                                                                  |              | √ |
| Иран                        | Виза није потребна                 |                                                                                                | X            |   |
| Ирак                        | Виза потребна                      |                                                                                                | √            |   |
| Ирска                       | Виза потребна                      | Носиоци британске визе не морају да поседују ирску визу.                                       | X            |   |
| Исланд                      | Виза није потребна                 | 90 дана на 180 дана                                                                            | √            |   |
| Источни Тимор               | Виза на граници                    | 30 дана.                                                                                       | X            |   |
| Италија                     | Виза није потребна                 | 90 дана на 180 дана                                                                            | √            |   |
| Јамајка                     | Виза на граници                    | 30 дана                                                                                        | X            |   |
| Јапан                       | Виза није потребна                 | 90 дана                                                                                        | √            |   |
| Јемен                       | Виза потребна                      |                                                                                                | √            |   |
| Јерменија                   | Виза није потребна                 | 120 дана                                                                                       | √            |   |
| Јордан                      | Виза на граници                    |                                                                                                | X            |   |
| Јужна Африка                | Виза потребна                      |                                                                                                | √            |   |
| Јужни Судан                 | Електронска виза                   |                                                                                                | X            |   |
| Казахстан                   | Виза није потребна                 | 30 дана                                                                                        | √            |   |
| Камбоџа                     | Електронска виза / Виза на граници | 30 дана                                                                                        | X            |   |
| Камерун                     | Виза потребна                      | Унапред добијена виза се може подићи на граници.                                               | √            |   |
| Канада                      | Виза потребна                      | - Резиденти САД не морају да имају визу.                                                       | X            |   |
| Катар                       | Виза није потребна                 | 90 дана на 180 дана                                                                            | √            |   |
| Кенија                      | Виза на граници                    | 3 месеца                                                                                       | X            |   |
| Кина                        | Виза није потребна                 | 30 дана                                                                                        | √            |   |
| Кипар                       | Виза није потребна                 | 90 дана на 180 дана                                                                            | √            |   |
| Киргистан                   | Виза на граници                    | 60 дана                                                                                        | X            |   |
| Колумбија                   | Виза није потребна                 | 90 дана                                                                                        | √            |   |
| Комори                      | Виза на граници                    |                                                                                                | X            |   |
| Демократска Република Конго | Виза потребна                      |                                                                                                | √            |   |
| Република Конго             | Виза потребна                      |                                                                                                | √            |   |
| Костарика                   | Виза није потребна                 | 90 дана                                                                                        | √            |   |
| Куба                        | Виза није потребна                 | 90 дана                                                                                        | √            |   |
| Кирибати                    | Виза потребна                      |                                                                                                | √            |   |
| Јужна Кореја                | Виза није потребна                 | 90 дана                                                                                        | √            |   |
| Северна Кореја              | Виза потребна                      |                                                                                                | √            |   |
| Кувајт                      | Електронска виза / Виза на граници |                                                                                                | X            |   |
| Лаос                        | Виза на граници                    | 30 дана                                                                                        | X            |   |
| Летонија                    | Виза није потребна                 | 90 дана на 180 дана                                                                            | √            |   |
| Лесото                      | Виза потребна                      |                                                                                                | √            |   |
| Либан                       | Виза на граници                    | 3 месеца                                                                                       | X            |   |
| Либерија                    | Виза потребна                      | Унапред добијена виза се може добити на граничном прелазу.                                     | √            |   |
| Либија                      | Виза потребна                      | Унапред добијена виза се може добити на граничном прелазу.                                     | √            |   |
| Литванија                   | Виза није потребна                 | 90 дана на 180 дана                                                                            | √            |   |
| Лихтенштајн                 | Виза није потребна                 | 90 дана на 180 дана                                                                            | √            |   |
| Луксембург                  | Виза није потребна                 | 90 дана на 180 дана                                                                            | √            |   |
| Мадагаскар                  | Виза на граници                    | 90 дана                                                                                        | X            |   |
| Мађарска                    | Виза није потребна                 | 90 дана на 180 дана                                                                            | √            |   |
| Малави                      | Виза на граници                    | Потребна виза и за транзит.                                                                    | √            |   |
| Малдиви                     | Виза на граници                    | 30 дана                                                                                        | X            |   |
| Малезија                    | Електронска виза                   | 30 дана                                                                                        | X            |   |
| Мали                        | Виза потребна                      |                                                                                                | √            |   |
| Малта                       | Виза није потребна                 | 90 дана на 180 дана                                                                            | √            |   |
| Мароко                      | Виза потребна                      |                                                                                                | √            |   |
| Маршалска Острва            | Виза потребна                      |                                                                                                | X            |   |
| Мауританија                 | Виза на граници                    |                                                                                                | X            |   |
| Маурицијус                  | Виза на граници                    | 60 дана                                                                                        | X            |   |
| Мексико                     | Виза потребна                      | Виза није потребна за носиоце виза за САД.                                                     | X            |   |
| Микронезија                 | Виза није потребна                 | 30 дана                                                                                        | X            |   |
| Мјанмар                     | Електронска виза                   |                                                                                                | X            |   |
| Мозамбик                    | Виза на граници                    | 30 дана                                                                                        | X            |   |
| Молдавија                   | Виза није потребна                 | 90 дана                                                                                        | √            |   |
| Монако                      | Виза није потребна                 |                                                                                                | √            |   |
| Монголија                   | Виза није потребна                 | 90 дана                                                                                        | √            |   |
| Намибија                    | Виза потребна                      |                                                                                                | √            |   |
| Науру                       | Виза потребна                      |                                                                                                | √            |   |
| Немачка                     | Виза није потребна                 | 90 дана на 180 дана                                                                            | √            |   |
| Непал                       | Виза на граници                    | 90 дана                                                                                        | X            |   |
| Нигер                       | Виза потребна                      |                                                                                                |              |   |
| Нигерија                    | Виза потребна                      | Унапред добијена виза се може подићи на граници.                                               | √            |   |
| Никарагва                   | Виза на граници                    | 90 дана                                                                                        | X            |   |
| Нови Зеланд                 | Виза потребна                      |                                                                                                | X            | √ |
| Норвешка                    | Виза није потребна                 | 90 дана на 180 дана                                                                            | √            |   |
| Обала Слоноваче             | Електронска виза                   |                                                                                                | X            |   |
| Оман                        | Виза није потребна                 |                                                                                                | √            |   |
| Пакистан                    | Виза потребна                      |                                                                                                | √            |   |
| Палау                       | Виза на граници                    | 30 дана                                                                                        | X            |   |
| Панама                      | Виза није потребна                 | 180 дана                                                                                       | X            |   |
| Папуа Нова Гвинеја          | Виза потребна                      |                                                                                                | √            |   |
| Парагвај                    | Виза потребна                      |                                                                                                | √            |   |
| Перу                        | Виза није потребна                 | до 183 дана                                                                                    | X            | √ |
| Пољска                      | Виза није потребна                 | 90 дана на 180 дана                                                                            | √            |   |
| Португалија                 | Виза није потребна                 | 90 дана на 180 дана                                                                            | √            |   |
| Руанда                      | Виза потребна                      | Виза се може добити и на интернету.                                                            | √            |   |
| Румунија                    | Виза није потребна                 | 90 дана на 180 дана                                                                            | √            |   |
| Русија                      | Виза није потребна                 | 30 дана                                                                                        | √            |   |
| Самоа                       | Дозвола на уласку                  | 60 дана                                                                                        | X            |   |
| Сан Марино                  | Виза није потребна                 |                                                                                                | √            |   |
| Сао Томе и Принципе         | Електронска виза                   |                                                                                                | X            |   |
| Саудијска Арабија           | Виза потребна                      |                                                                                                | √            |   |
| Света Луција                | Виза потребна                      |                                                                                                | √            |   |
| Свети Винсент и Гренадини   | Виза није потребна                 | 1 месец                                                                                        | X            |   |
| Свети Китс и Невис          | Виза није потребна                 | Виза се може добити и на интернету.                                                            | √            |   |
| Северна Македонија          | Виза није потребна                 | 60 дана; Лична карта као важећи путни документ                                                 | √            |   |
| Сејшели                     | Виза није потребна                 | 1 месец                                                                                        | √            |   |
| Сенегал                     | Виза на граници                    |                                                                                                | X            |   |
| Сијера Леоне                | Виза потребна                      | Унапред добијена виза се може добити на граници.                                               | √            |   |
| Сингапур                    | Виза није потребна                 | 30 дана                                                                                        | √            |   |
| Сирија                      | Виза потребна                      |                                                                                                | √            |   |
| Сједињене Америчке Државе   | Виза потребна                      |                                                                                                | X            |   |
| Словачка                    | Виза није потребна                 | 90 дана на 180 дана                                                                            | √            |   |
| Словенија                   | Виза није потребна                 | 90 дана на 180 дана                                                                            | √            |   |
| Соломонска Острва           | Виза потребна                      |                                                                                                | √            |   |
| Сомалија                    | Виза на граници                    | 30 дана                                                                                        | X            |   |
| Судан                       | Виза потребна                      |                                                                                                | √            |   |
| Суринам                     | Виза није потребна                 |                                                                                                | √            |   |
| Тајланд                     | Виза потребна                      |                                                                                                | √            |   |
| Танзанија                   | Виза на граници                    |                                                                                                | X            |   |
| Таџикистан                  | Електронска виза                   |                                                                                                | √            |   |
| Того                        | Виза на граници                    | 7 дана                                                                                         | X            |   |
| Тонга                       | Виза потребна                      |                                                                                                | √            |   |
| Тринидад и Тобаго           | Виза није потребна                 | 30 дана                                                                                        | X            |   |
| Тунис                       | Виза потребна                      |                                                                                                | √            |   |
| Тувалу                      | Виза на граници                    | 1 месец                                                                                        | X            |   |
| Туркменистан                | Виза потребна                      | Унапред добијена виза се може подићи на граници.                                               | √            |   |
| Турска                      | Виза није потребна                 | 3 месеца                                                                                       | √            |   |
| Уганда                      | Виза на граници                    | Одређује се на граници.                                                                        | X            |   |
| Узбекистан                  | Виза није потребна                 | Унапред добијена виза се може подићи на граници.                                               | √            |   |
| Уједињени Арапски Емирати   | Виза није потребна                 | 90 дана.                                                                                       | √            |   |
| Украјина                    | Виза није потребна                 | 30 дана                                                                                        | √            |   |
| Уругвај                     | Виза није потребна                 | 90 дана                                                                                        | √            |   |
| Филипини                    | Виза потребна                      |                                                                                                |              |   |
| Финска                      | Виза није потребна                 | 90 дана на 180 дана                                                                            | √            |   |
| Фиџи                        | Виза није потребна                 | 4 месеца                                                                                       | X            |   |
| Француска                   | Виза није потребна                 | 90 дана на 180 дана                                                                            | √            |   |
| Хаити                       | Виза није потребна                 | 90 дана                                                                                        | X            |   |
| Холандија                   | Виза није потребна                 | 90 дана на 180 дана                                                                            | √            |   |
| Хондурас                    | Виза потребна                      | Not required for holders of a valid visa issued by Canada, the USA or a Schengen Member State. | √            |   |
| Хрватска                    | Виза није потребна                 | 90 дана на 180 дана                                                                            | √            |   |
| Централноафричка Република  | Виза потребна                      |                                                                                                | √            |   |
| Црна Гора                   | Виза није потребна                 | 90 дана на 180 дана; Лична карта као важећи путни документ                                     | √            |   |
| Чад                         | Виза потребна                      |                                                                                                | √            |   |
| Чешка                       | Виза није потребна                 | 90 дана на 180 дана                                                                            | √            |   |
| Чиле                        | Виза није потребна                 | 90 дана                                                                                        | √            |   |
| Џибути                      | Електронска виза                   |                                                                                                | X            |   |
| Швајцарска                  | Виза није потребна                 | 90 дана на 180 дана                                                                            | √            |   |
| Шведска                     | Виза није потребна                 | 90 дана на 180 дана                                                                            | √            |   |
| Шпанија                     | Виза није потребна                 | 90 дана на 180 дана                                                                            | √            |   |
| Шри Ланка                   | Electronic Travel Authorization    | 30 дана                                                                                        | X            |   |

## Путовање без визе „послом“
Путовање без визе је такође могуће у следеће Земље, ако српско Министарство унутрашњих послова у пасошу наведе да његов носилац у неку земљу путује „послом“ - таква се нота даје без већих формалности, обично уз једноставну, неформалну позивницу стране компаније или јавне институције.
| Земље | Дозвољен боравак |
| ----- | ---------------- |
| Кина  | 90 дана          |

## Остали безвизни режими
| Уједињено Краљевство | Виза потребна | даје изузеће од визног режима (виза типа Б) ако лице има било аустралијску, канадску, новозеландску или америчку визу, те је у транзиту до те Земље. | Република Кина | Виза потребна |  |

## Дипломатски и службени пасоши
| Земље                 | дозвољен боравак  |
| --------------------- | ----------------- |
| Земље Шенгена         | 90 дана           |
| Азербејџан            | 90 дана           |
| Аргентина             | потписан споразум |
| Бангладеш             | 30 дана           |
| Јерменија             | 90 дана           |
| Кина                  | 90 дана           |
| Хрватска              | 90 дана           |
| Салвадор              | 90 дана           |
| Еквадор               | 90 дана           |
| Екваторијална Гвинеја | 90 дана           |
| Грузија               | 90 дана           |
| Гана                  | 60 дана           |
| Гвинеја               | 90 дана           |
| Гватемала             | 90 дана           |
| Хондурас              | 90 дана           |
| Индија                | 90 дана           |
| Индонезија            | 14 дана           |
| Израел                | 90 дана           |
| Иран                  | 90 дана           |
| Јордан                | 90 дана           |
| Мали                  | 30 дана           |
| Мексико               | 90 дана           |
| Молдавија             | 90 дана           |
| Мароко                | 90 дана           |
| Северна Кореја        | 90 дана           |
| Киргистан             | 90 дана           |
| Монголија             | 90 дана           |
| Никарагва             | 90 дана           |
| Пакистан              | 30 дана           |
| Перу                  | 15 дана           |
| Русија                | 90 дана           |
| Турска                | 90 дана           |
| Украјина              | 90 дана           |
| Вијетнам              | 90 дана           |
| Венецуела             | потписан споразум |
| Зимбабве              | 90 дана           |